# Walki o Izium
Walki o Izium – dwa starcia wojsk rosyjskich i ukraińskich podczas rosyjskiej inwazji na Ukrainę.

## Tło
Po zakończonej niepowodzeniem rosyjskiej próbie zdobycia Kijowa, siły rosyjskie kontrolowały tereny ciągnące się łukiem od przyczółku na Dnieprze pod Chersoniem do okolic Charkowa, a siły ukraińskie broniły się na łuku od Iziumu, przez Słowiańsk, Kramatorsk po Donieck, który wcinał się wzdłuż Dońca po Łysyczańsk i Siewierodonieck na wschodnim brzegu tej rzeki.
W związku z takim ukształtowaniem frontu, rosyjskie dowództwo zdecydowało się okrążyć Ukraińców, uderzając z Iziumu na południe i z Doniecka na północ, by połączyć siły między Słowiańskiem i Kramatorskiem, odcinając ukraińskie zgrupowanie od reszty kraju.

## I bitwa o Izium
Z północy miały uderzać jednostki 2 Armii Gwardii. Jej jednostki 7 marca dotarły pod Izium i weszły się do jego północnej części. Ukraińcy ostatecznie ewakuowali się z miasta 14 marca, ale dopiero 20 marca Rosjanie zdołali ustawić mosty pontonowe na Dońcu, by przejść na południową stronę rzeki.
Kontrolę nad miastem Rosjanie uzyskali 24 marca, ale walki o przeprawy na Dońcu trwały do początku kwietnia, gdyż ukraińska artyleria niszczyła rosyjskie mosty pontonowe i dopiero 1 kwietnia Rosjanie całkowicie opanowali południową część miasta.

## II bitwa o Izium
Przez cały kwiecień rosyjskie zgrupowanie walczyło o utrzymanie i poszerzenie przyczółka na południowym brzegu Dońca na południe od Iziumu, a nieustannie ponawiane szturmy w kierunku na Słowiańsk i Barwinkowe trwały do końca sierpnia.
7 września Ukraińcy wyprowadzili ofensywę na Kupiańsk i po zajęciu tego miasta jeszcze w tym samym miesiącu opanowali Izium.